# أوفي يونسون
أوفي يونسون (بالألمانية: Uwe Johnson). كاتب ومحرر وباحث ألماني. ولد عام 1934 في بومرن، ومات عام 1984 في لندن. كان يونسون حتى عام 1945 تلميذاً في إحدى المدارس الداخلية التابعة للنازية. ودرس بعد ذلك في روستوك ولايبزغ الأدب الألماني. وفي عام 1959 انتقل إلى برلين الغربية. وفي الفترة من 1966 حتى 1968 عاش في نيويورك وذهب في النهاية إلى انجلترا حيث عاش هناك منعزلاً يكتب عمله الأساسي (أيام السنين).

## أعماله
- تخمينات حول ياكوب «Mutmaβungen über Jakob» (رواية 1959).
- الكتاب الثالث عن أخيم «Das dritte Buch über Achim» (رواية 1961).
- أيام السنين. عن قصة حياة جزينة كرسشبال «Jahrestage. Aus dem Leben der Gesine Cresspahl» (أربعة أجزاء 1979-1983).

## روابط خارجية
- أوفي يونسون على موقع IMDb (الإنجليزية)
- أوفي يونسون على موقع الموسوعة البريطانية (الإنجليزية)
- أوفي يونسون على موقع مونزينجر (الألمانية)
- أوفي يونسون على موقع ميوزك برينز (الإنجليزية)
- أوفي يونسون على موقع ديسكوغز (الإنجليزية)
- أوفي يونسون على موقع كينوبويسك (الروسية)